# Enric Carbonell i Bosch
Enric Carbonell i Bosch (Barcelona, 12 de maig de 1941) és un antic jugador d'hoquei sobre patins català de les dècades de 1950 i 1960.

## Trajectòria
Va néixer al barri de Sants de Barcelona el 1941. Va començar a jugar a hoquei als Germans Maristes de Sants a l'edat de 10 anys, on arribà a ser campió d'Espanya juvenil. Amb 16 anys fitxà pel FC Barcelona, on amb només 17 anys pujà al primer equip i guanyà dos campionats catalans i un d'Espanya. La temporada 1961-62 fitxà pel CP Voltregà, retornant la següent al Barcelona, trajectòria paral·lela a la de Jaume Capdevila. L'any 1963 fou fitxat pel CP Vilanova, on guanyà dos campionats catalans i el 1966 pel DC Mataró. L'any 1967 ingressà al RCD Espanyol i el 1970 també jugà al Cerdanyola CH.
Amb la selecció espanyola jugà entre 1960 i 1970, i fou tres cops campió del Món i un cop d'Europa. A finals de l'any 1969 ja havia estat 116 cops internacional. També fou entrenador de clubs com l'SFERIC Terrassa o el CP Vic.

## Palmarès
Espanya
- Campionat del Món:
  - 1964, 1966, 1970
- Campionat d'Europa:
  - 1969
- Copa de les Nacions:
  - 1960, 1967
- Copa Llatina:
  - 1963

FC Barcelona
- Campionat de Catalunya:
  - 1957, 1960
- Campionat d'Espanya:
  - 1958

CP Voltregà
- Campionat de Catalunya:
  - 1962

CP Vilanova
- Campionat de Catalunya:
  - 1964, 1966
- Campionat d'Espanya:
  - 1964

RCD Espanyol
- Campionat de Catalunya:
  - 1969